# Torreya
Genre
Torreya est un genre de conifères de la famille des Taxaceae. Ce genre est parfois inclus dans la famille des Cephalotaxaceae. Il a été baptisé en l'honneur du botaniste John Torrey.

## Liste des espèces
- Torreya californica Torr.
- Torreya fargesii Franch.
- Torreya grandis Fortune
- Torreya jackii Chun
- Torreya nucifera (L.) Siebold & Zucc.
- Torreya taxifolia Arn.
- Torreya yunnanensis W.C.Cheng & L.K.Fu